# نيدروالد (تكساس)
نيدروالد (بالإنجليزية: Niederwald, Texas)‏ هي بلدة أمريكية تقع في الولايات المتحدة في تكساس. يقدر عدد سكانها بـ 584 نسمة ومساحتها 7.7 كم2 وترتفع عن سطح البحر 171 متر.

## التركيبة السكانية
حدّد مكتب تعداد الولايات المتحدة بيانات التركيبة السكانية لنيدروالد في تعداد الولايات المتحدة. في ما يلي، التركيبة السكانية حسب تعدادي 2000 و2010.

### تعداد عام 2000
بلغ عدد سكان نيدروالد 584 نسمة بحسب تعداد عام 2000، وبلغ عدد الأسر 192 أسرة وعدد العائلات 158 عائلة مقيمة في المدينة. في حين سجلت الكثافة السكانية 61.5 نسمة لكل كيلومتر مربع (159.3/ميل2). وبلغ عدد الوحدات السكنية 199 وحدة بمتوسط كثافة قدره 20.9 لكل كيلومتر مربع (54.1/ميل2).
وتوزع التركيب العرقي للمدينة بنسبة 75.17% من البيض و3.94% من الأمريكيين الأفارقة و1.54% من الأمريكيين الأصليين و1.37% من الأمريكيين ذوي الأصول الآسيوية و16.44% من الأعراق الأخرى و1.54% من عرقين مختلطين أو أكثر و32.19% من الهسبانيون أو اللاتينيون من أي عرق.
بلغ عدد الأسر 192 أسرة كانت نسبة 46.4% منها لديها أطفال تحت سن الثامنة عشر تعيش معهم، وبلغت نسبة الأزواج القاطنين مع بعضهم البعض 67.7% من أصل المجموع الكلي للأسر، ونسبة 8.3% من الأسر كان لديها معيلات من الإناث دون وجود شريك،  بينما كانت نسبة 6.2% من الأسر لديها معيلون من الذكور دون وجود شريكة وكانت نسبة 17.7% من غير العائلات. تألفت نسبة 10.4% من أصل جميع الأسر من عدة أفراد يعيشون في نفس المنزل ونسبة 2.6% كانت تتألف من شخص يعيش بمفرده يبلغ من العمر 65 عاماً أو أكثر. وبلغ متوسط حجم الأسرة المعيشية 3.04، أما متوسط حجم العائلات فبلغ 3.27.
بلغ العمر الوسطي للسكان 34.0 عاماً. وكانت نسبة 28.8% من القاطنين تحت سن الثامنة عشر، وكانت نسبة 8.6% بين الثامنة عشر والرابعة والعشرين عاماً، ونسبة 35.3% كانت واقعةً في الفئة العمرية ما بين الخامسة والعشرين والرابعة والأربعين عاماً، ونسبة 21.6% كانت ما بين الخامسة والأربعين والرابعة والستين، ونسبة 5.8% كانت ضمن فئة الخامسة والستين عاماً فما فوق. يوجد لكل 100 أنثى 104.2 ذكر، ويوجد لكل 100 أنثى في الثامنة عشر من عمرها فما فوق 101.9 ذكر.
بلغ متوسط دخل الأسرة في المدينة 54,375 دولارًا، أما متوسط دخل العائلة فبلغ 61,750 دولارًا. وكان متوسط دخل الذكور 28,750 دولارًا مقابل 26,932 دولارًا للإناث. وسجل دخل الفرد الخاص بالمدينة 21,236 دولارًا. وكانت نسبة 0% من العائلات ونسبة 1.8% من السكان تحت خط الفقر، وكان من هؤلاء نسبة 0% تحت سن الثامنة عشر ونسبة 2.5% في الخامسة والستين من العمر وما فوق.

### تعداد عام 2010
بلغ عدد سكان نيدروالد 565 نسمة بحسب تعداد عام 2010، وبلغ عدد الأسر 193 أسرة وعدد العائلات 142 عائلة مقيمة في المدينة. في حين سجلت الكثافة السكانية 59.5 نسمة لكل كيلومتر مربع (154.1/ميل2). وبلغ عدد الوحدات السكنية 216 وحدة بمتوسط كثافة قدره 22.7 لكل كيلومتر مربع (58.8/ميل2).
وتوزع التركيب العرقي للمدينة بنسبة 78.23% من البيض و2.12% من الأمريكيين الأفارقة و0.88% من الأمريكيين الأصليين و0.35% من الأمريكيين ذوي الأصول الآسيوية و16.11% من الأعراق الأخرى و2.30% من عرقين مختلطين أو أكثر و45.13% من الهسبانيون أو اللاتينيون من أي عرق.
بلغ عدد الأسر 193 أسرة كانت نسبة 36.3% منها لديها أطفال تحت سن الثامنة عشر تعيش معهم، وبلغت نسبة الأزواج القاطنين مع بعضهم البعض 53.4% من أصل المجموع الكلي للأسر، ونسبة 14.5% من الأسر كان لديها معيلات من الإناث دون وجود شريك،  بينما كانت نسبة 5.7% من الأسر لديها معيلون من الذكور دون وجود شريكة وكانت نسبة 26.4% من غير العائلات. تألفت نسبة 19.2% من أصل جميع الأسر من عدة أفراد يعيشون في نفس المنزل ونسبة 4.1% كانت تتألف من شخص يعيش بمفرده يبلغ من العمر 65 عاماً أو أكثر. وبلغ متوسط حجم الأسرة المعيشية 2.93، أما متوسط حجم العائلات فبلغ 3.38.
بلغ العمر الوسطي للسكان 38.0 عاماً. وكانت نسبة 25.7% من القاطنين تحت سن الثامنة عشر، وكانت نسبة 8% بين الثامنة عشر والرابعة والعشرين عاماً، ونسبة 27.3% كانت واقعةً في الفئة العمرية ما بين الخامسة والعشرين والرابعة والأربعين عاماً، ونسبة 28.5% كانت ما بين الخامسة والأربعين والرابعة والستين، ونسبة 10.6% كانت ضمن فئة الخامسة والستين عاماً فما فوق. وتوزع التركيب الجنسي للسكان بنسبة 50.4% ذكور و49.6% إناث.